# Red Global de Telescopios del Observatorio Las Cumbres
La Red Global de Telescopios del Observatorio Las Cumbres (Lcogt.net) es una fundación operativa privada sin ánimo de lucro dirigida por el tecnólogo Wayne Rosing. Su objetivo es completar una red global para su uso científico y educativo, integrada por hasta 40 telescopios robóticos espaciados en siete localizaciones distribuidas con latitudes y longitudes alrededor de la toda la Tierra. El espaciado longitudinal proporcionará cobertura completa en ambos hemisferios, para permitir observaciones continuas de cualquier objeto astronómico.
La red actualmente consta de (hasta abril de 2013) dos telescopios de 2 metros de diámetro plenamente operativos, el Telescopio Faulkes Norte y Telescopio Faulkes Sur; tres telescopios de 1 metro en cada uno de los observatorios CTIO en Chile y en el SAAO en Sudáfrica; y un telescopio de 1 metro en Texas (Observatorio McDonald). Entre los emplazamientos futuros se incluyen el Observatorio de Siding Spring en Australia (sitio del FTS), y Tenerife en las Islas Canarias. Un telescopio de 0,8 metros en la Reserva de Sedgwick en Santa Ynez (California), también está operativo.